# زربو
زربو (به ایتالیایی: Zerbo) یک کومونه در ایتالیا است که در استان پاویا واقع شده‌است. زربو ۶٫۴ کیلومتر مربع مساحت و ۴۶۵ نفر جمعیت دارد.